# Anna Kulinich-Sorokina
Pour les articles homonymes, voir Sorokine.
Anna Yurievna Kulinich-Sorokina (en russe : Анна Юрьевна Кулинич-Сорокина), née le 27 juin 1992 à Tcheboksary (Tchouvachie), est une athlète handisport russe concourant en sprint et en lancer du javelot en T12 pour les athlètes ayant une déficience visuelle. Elle détient trois titres européens (2014, 2016, 2021) et un titre mondial (2013) en lancer du javelot.

## Palmarès

### Jeux paralympiques
- Jeux paralympiques d'été de 2012 à Londres :
  -  lancer du javelot F12/13
- Jeux paralympiques d'été de 2020 à Tokyo :
  -  200 m T12
- Jeux paralympiques d'été de 2024 à Paris :
  -  lancer du javelot F13 (sous bannière neutre) [2]

### Championnats du monde
- Championnats du monde 2013 à Lyon :
  -  lancer du javelot F12/13
- Championnats du monde 2015 à Doha :
  -  lancer du javelot F13
  -  4 × 100 m T11-13
- Championnats du monde 2019 à Dubaï :
  -  lancer du javelot F13